# Minttu
Minttu (с фин. — «мята») — алкогольный напиток, прозрачный мятный ликер. Производится в Турку на заводах французской компании Pernod Ricard (ранее принадлежавших Vin&Sprit).
Ликёр имеет сильный, свежий вкус и аромат мяты. Вкус очень похож на традиционный мятный ликёр.
Алкогольный диапазон Minttu варьируется от 40 % и 50 % спирта по объёму (Мятный Minttu), 35 % спирта по объёму (Чёрный Minttu, Minttu с грушей, Minttu с шоколадом). Содержание сахара — 290 грамм на литр.
Наиболее распространённые способы употребления — cold shot (охлажденный напиток в небольшом объёме, выпиваемый залпом), либо как добавка в коктейли. В Финляндии Minttu употребляется вместе с чёрным кофе или горячим шоколадом.

## История
Minttu был первоначально разработан компанией Chymos на основе идеи финского национального розничного продавца алкоголя Alko. Компания Alko получила пробную партию американского мятного ликера на торговой ярмарке в Италии в 1986 году. У американских разработчиков возникла идея нового, уникального и экзотического продукта, и они хотели развивать его в северных странах, которые представлялись им холодным и далеким местом. Американцы хотели, чтобы напиток был прозрачного цвета и имел в своем названии слово «шнапс». Содержание алкоголя в напитке должно было составлять 50 процентов. Таким образом, новый продукт должен был выделяться среди мятных ликеров, представленных на рынке. Компания Alko не была заинтересована, но она предложила производственной компании Chymos возможность разработать напиток, соответствующий финскому вкусу и одновременно отвечающий американским целям.